# Montbrió del Camp
Montbrió del Camp est une commune de la province de Tarragone, en Catalogne, en Espagne, de la comarque de Baix Camp.

## Géographie
La commune de Montbrió del Camp est située dans la zone de plaine du Baix Camp.

## Histoire
Le lieu est mentionné pour la première fois au XIIe siècle.

## Culture locale et patrimoine

### Lieux et monuments
- L'église Saint-Pierre ;
- La chapelle Saint-Antoine de Padoue ;
- La tour de la Closa.